# ネオスポラ
ネオスポラはアピコンプレックス門に属する寄生性原生生物。宿主組織中にシストを形成するコクシジウムの1つで、家畜にネオスポラ症を引き起こす。分類学上はネオスポラ属(Neospora)とする。

## 生活環
生活環はトキソプラズマと良く似ているが、顕著な違いはネオスポラはイヌやコヨーテのみで有性生殖を行うことで、これに対しトキソプラズマはネコ科動物でのみ有性生殖を行う。無性生殖は潜在的には幅広い哺乳類や鳥類で行えると思われる。したがってイヌ属が終宿主、その他の動物は中間宿主である。

### 無性生殖期
宿主の細胞に侵入すると寄生体胞 (parasitophorous vacuole) を作ってその内部で内生二分裂 (endodyogeny) を行い増殖する。原虫の増殖にともない寄生体胞は肥大化していき、宿主細胞が破裂するとふたたび原虫が周囲の細胞に侵入することを繰り返す。この時期の原虫のことを急増虫体（タキゾイト） (tachyzoite) と呼ぶ。急増虫体は通常は宿主の免疫系の作用によって排除されていくが、免疫系の作用が及びにくい筋肉や脳ではシスト (cyst) を作ってその中で緩やかに増殖を続ける。シスト中の原虫を緩増虫体（ブラディゾイト） (bradyzoite) と呼ぶ。以上が無性生殖期であり、アピコンプレックス門一般で言うメロゴニーに相当する。

### 有性生殖期
終宿主に感染した場合には、腸の粘膜上皮細胞の中で有性生殖を行いオーシスト (oocyst)を生じると考えられている。オーシストは未成熟なままで糞便内に排出され、外界でスポロシスト (sporocyst)とスポロゾイト（sporozoite、種虫）が無性的に生じる（スポロゴニー）。

## 形態
トキソプラズマとよく似ている。以下の形態はN. caninumについて述べるが、N. hughesiもほぼ同様である。
急増虫体
おおよそ長さ7μm、幅2μm。
シスト
壁がトキソプラズマと比べて厚く4μmほどに達する。内部に生じるブラディゾイトは長さ8μm、幅2μm程度である。
オーシスト
直径11～12μmで、壁は薄く1μmに満たない。成熟すると内部にスポロシストを2個生じ、その中にそれぞれ4個計8個のスポロゾイトが生じるイソスポラ型のオーシストである。スポロシストは長さ8.5μm、幅6μm程度、スポロゾイトは長さ6.5μm、幅2μm程度である。

## 分類
アピコンプレックス門のうち真コクシジウム目肉胞子虫科に所属する。これまでに2種が知られている。
- Neospora caninum
イヌを終宿主とする。
- Neospora hughesi
ウマに馬原虫性脊髄脳炎を引き起こす。終宿主は不明である。

### 近縁生物
- Heydornia
分子系統解析から最もネオスポラに近縁で、形態も非常に良く似ている。イヌ科動物を終宿主とする点も一致しているが、Heydorniaは中間宿主から中間宿主へ伝播せず、経胎盤感染も起こらない。[3]
- トキソプラズマ
形態や生活環が非常に良く似ており、経胎盤感染や糞口経路によって中間宿主から中間宿主へ伝播する点も一致している。トキソプラズマがネコ科を終宿主とするのに対し、ネオスポラはイヌ科を終宿主とする。

## 進化
イヌを終宿主とするネオスポラと、ネコ科を終宿主とするトキソプラズマは非常に近縁であり、食肉目の中でイヌ科とネコ科が分岐した時期（およそ5700万年前）以降にネオスポラが成立したと考えられる。分岐の年代は研究者によって意見が分かれるが、最近の研究では2800万年前と推定されている。

## ゲノム
Neospora caninumのゲノム解読が行われており、14本の染色体に計61Mbp、7227遺伝子がコードされている。

## 歴史
1925年にイヌからイソスポラ型のオーシストが検出されており、これと同様のものは1976年以降、Isospora heydorni、Hammondia heydorniなどと名付けられ、現在はHeydornia heydorniと呼ばれている。一方1984年ノルウェーでイヌの脊髄脳炎の病原体として発見された原虫に、1988年にNeospora caninumと命名された。この2種は形態的に非常に良く似ており、当然同一種ではないかという議論が長く続いた。1999年以降、遺伝子情報で明確に区別が付けられるようになったが、それでも同一種の株による差に過ぎないのではという意見が尾を引いた。